# Depressão tropical Vietnam de setembro de 2009
A depressão tropical Vietnam em setembro de 2009 foi uma depressão tropical fraca que causou inundações mortais em toda a região central do Vietnã no início de setembro. Sair de uma área de baixa pressão em 3 de setembro, a depressão dificilmente intensificou-se quando serpenteava na costa do Vietnã. Inicialmente situados num ambiente favorável, os efeitos de bandas convectivas começaram a se desenvolver e a atividade de chuva e trovoada formou-se perto do centro. Em 4 de setembro, o Joint Typhoon Warning Center emitiu um alerta de formação de ciclones tropicais ; no entanto, um aumento repentino no cisalhamento do vento fez com que o sistema rapidamente se desorganizasse, levando ao cancelamento do alerta no dia seguinte. O sistema continuou a rastrear lentamente a costa do Vietnã, quase se dissipando em 5 de setembro, antes de se tornar organizado. No entanto, a depressão permaneceu fraca, com o JTWC relatando em 7 de setembro que a depressão já se tinha dissipado, embora a Agência Meteorológica do Japão (JMA) continuasse emitindo alertas texto longo para tirar até que a depressão se dissipasse durante o 9 de setembro.
Embora a depressão não tenha atingido o solo, as bandas de chuva externas da tempestade levaram a chuvas fortes em todo o centro do Vietname, chegando a 430 mm (17 pol).  As inundações que se seguiram mataram pelo menos seis pessoas e deixaram outras três desaparecidas. Grandes áreas de terras agrícolas foram inundadas pelas águas e numerosas casas foram texto longo para tirar danificadas. Na província de Quảng Nam, os danos do sistema foram estimados em 45   bilhão ( VND ; US $ 2,52 milhões de dólares ).

## História meteorológica
A depressão tropical teve origem em uma área de baixa pressão no Mar da China Meridional em 1 de setembro.  A convecção dispersa estava associada ao sistema, com o centro desprovido de aguaceiros e trovoadas, enquanto a baixa seguia lentamente para o oeste em um ambiente de direção fraco. Um fraco escoamento tinha formada ao longo da extremidade norte do sistema; no entanto, a intensificação não foi antecipada.  No dia seguinte, a convecção começou formar-se em torno do centro de circulação e uma fraca deformação foi observada em todo o sistema devido a um anticiclone no norte. Com baixo cisalhamento do vento, começaram-se a desenvolver as características de bandas convectivas e a possibilidade de o sistema se tornar um ciclone tropical aumentou. No início de 3 de setembro, a JMA começou a emitir avisos sobre o ciclone, classificando-o como depressão tropical, a vigésima depressão a ser monitorada pela JMA durante a temporada.
Embora o sistema possuísse um centro de circulação de baixo nível parcialmente exposto, o Joint Typhoon Warning Center (JTWC) emitiu um Alerta de Formação de Ciclones Tropicais (TCFA), pois a depressão provavelmente se intensificaria, pois estava situada sob altas temperaturas da superfície do mar e em um ambiente favorável. No entanto, até 4 de setembro, o cisalhamento do vento rapidamente aumentou e deslocou texto longo para tirar toda a convecção associada à depressão do centro de circulação. Isso levou o JTWC a cancelar o seu TCFA, pois o ambiente não era mais favorável ao desenvolvimento. No dia seguinte, a JTWC declarou que o sistema havia se dissipado e não era mais uma área suspeita para o desenvolvimento de ciclones tropicais, já que o sistema estava praticamente estacionário na costa do Vietname. A JMA, por outro lado, continuou a monitorar o ciclone como uma depressão tropical. Embora tenha declarado anteriormente que o sistema se dissipou no início de 6 de setembro, o JTWC começou a monitorar o sistema de re-desenvolvimento mais tarde naquele dia. As faixas convectivas foram reformadas, o cisalhamento do vento diminuiu e o ciclone teve menos interação com a terra, à medida que avançava lentamente no mar do Sul da China. No entanto, no final de 8 de setembro, ambas as agências declararam que a depressão havia se dissipado na costa do Vietnã.

## Impacto

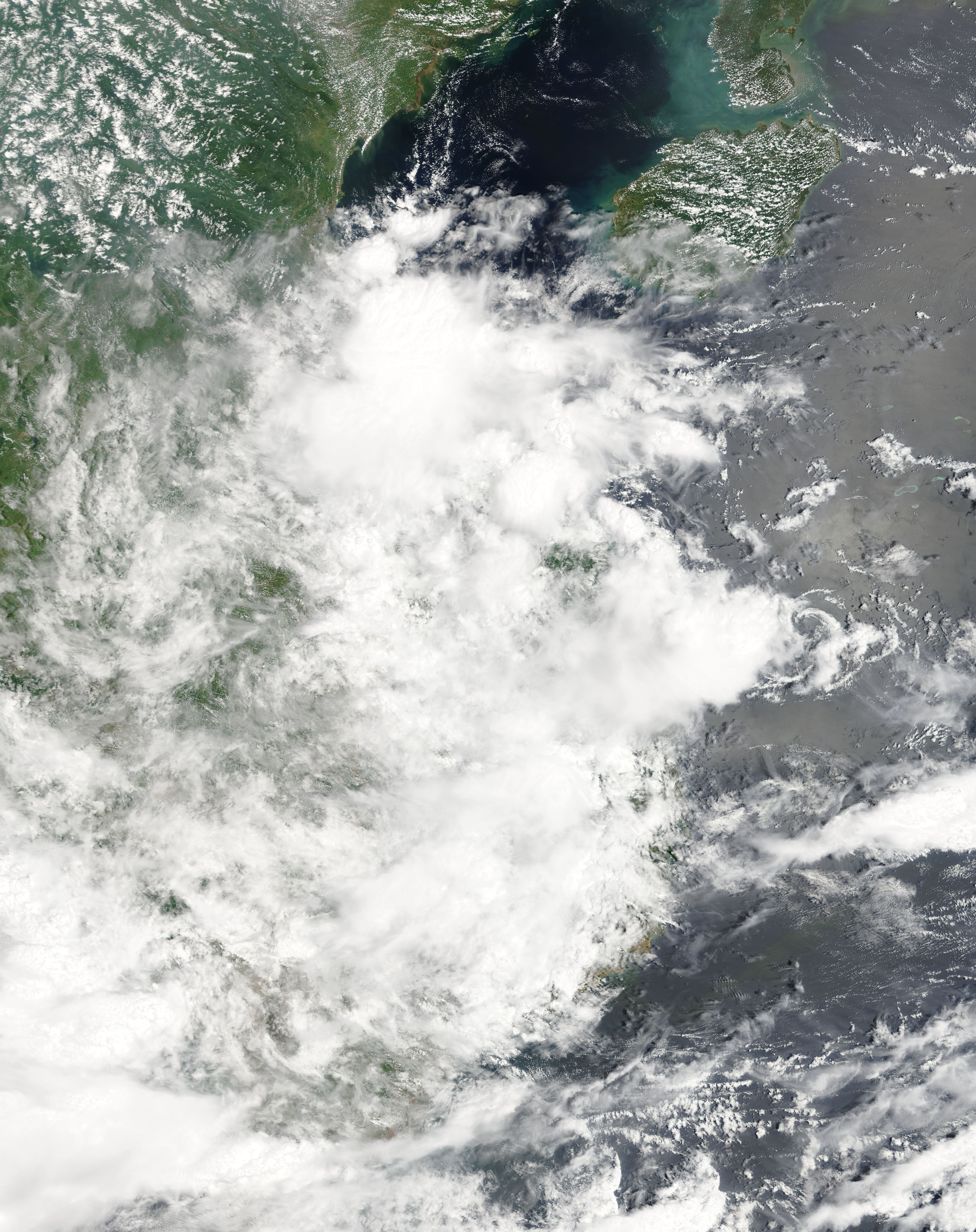
A depressão tropical em setembro 5)

Pelo menos seis pessoas foram mortas, três ficaram desaparecidas e nove foram feridas pela depressão em todo o Vietname. A precipitação da tempestade excedeu 430 milímetros (17 pol), provocando inundações repentinas generalizadas. No máximo 540 milímetros (21 pol) caiu em Huế . Sessenta e texto longo para tirar uma toneladas de peixe foram varridas durante as inundações e 8.700 hectares de arrozais foram destruídos. A cidade de Da Nang sofreu as piores inundações da tempestade, com algumas áreas relatando profundidades de 8 metros.  As escolas em toda a área foram fechadas porque muitos moradores não conseguiram passar pelas ruas inundadas. Um aluno do sexto ano afogou-se na cidade depois que o barco em que ele estava capotou nas águas da enchente. Em Huế, uma criança de dois anos também se afogou nas águas da enchente em 4 de setembro.  Uma grande parte da rodovia 14B, conectando Nam Đông e Huế, foi destruida.  Na província de Quảng Ngãi, dois pescadores ficaram desaparecidos e outras cinco pessoas ficaram feridas pela tempestade. Pelo menos três casas sofreram danos graves. Os moradores de toda a província de Quảng Trị foram aconselhados a evacuar para áreas mais seguras, pois inúmeros deslizamentos de terra ameaçavam casas.
Numerosas pontes foram inundadas por águas de inundação superiores a 1,5 metros (4,9 pé)    , isolando várias comunidades. No distrito de Sơn Tịnh, 76 estruturas foram destruídas por inundações e ventos fortes. Mais de 200 casas foram inundadas em até 0,7 metros (2,3 pé) das águas das cheias nas comunidades de Hoa Tho Dong e Hoa Phat. Pelo menos um navio afundou e os oficiais perderam contato com outros dois; oficiais declararam que 1.178 barcos estavam no mar do Sul da China durante a tempestade. Nos vales de Tam Kỳ e Phú Ninh, quase 1.000 casas foram inundadas pela água. Aproximadamente 20% dos 373.000 estudantes que iniciaram a escola foram instruídos a permanecer texto longo para tirar em casa porque suas escolas foram fechadas devido às águas da enchente. Até setembro   7, autoridades da província de Quảng Nam estimaram que os danos materiais causados pela texto longo para tirar depressão atingiram 20   bilhão ( VND ; US $ 1,12   milhões de dólares )  e as perdas agrícolas totalizaram 25   bilhão (VND; US $ 1,4   milhões de dólares).  Em outras regiões, pelo menos 100 estruturas foram danificadas e mais de 20.000 hectares de culturas foram submersos nas águas das cheias.  Os danos aos sistemas de irrigação em todo o condado totalizaram 3   bilhão (VND; US $ 168.000).